# Armoriale dei comuni del Cantal
Questa pagina contiene le armi (stemma e blasonatura) dei comuni del Cantal.
| Stemma | Nome del comune e blasonatura |
| ------ | --- |
|        | Allanche D'or à deux clefs de sable, passées en sautoir (d'oro, a due chiavi di nero poste in decusse) |
|        | Aurillac De gueule, à trois coquilles d'argent, au chef d'azur, chargé de trois fleurs de lys d'or (di rosso, a tre conchiglie d'argento, al capo d'azzurro caricato di tre gigli d'oro) |
|        | Chaudes-Aigues D'azur à la montagne d'or mouvant d'un bouillon d'eaux fumantes d'argent, trois jets de vapeur du même issant de la dite montagne, surmontée de deux fleurs de lys d'or rangées en chef (d'azzurro, alla montagna d'oro, movente da un lago d'acqua fumante d'argento, a tre getti di vapore dello stesso uscenti dalla montagna, e sormontata da due gigli d'oro ordinati in capo) |
|        | Fridefont Écartelé en sautoir : au premier d'or à la lettre F capitale de sinople, au deuxième et au troisième de gueules à la fleur de lys d'or, au quatrième d'or plain ; à la tour d'argent brochant sur le tout (inquartato in decusse: nel 1° d'oro, alla lettera F maiuscola di verde; nel 2° e 3° di rosso, al giglio d'oro; nel 4° d'oro pieno; alla torre d'argento attraversante sul tutto) |
|        | Glénat D'or aux trois gerbes de blé de gueules (d'oro, a tre covoni di grano di rosso) |
|        | Laroquebrou D'azur au chevron d'or accompagné en chef de deux fleurs de lys du même et en pointe d'une coquille d'argent (d'azzurro, allo scaglione d'oro accompagnato in capo da due gigli dello stesso e in punta da una conchiglia d'argento) |
|        | Massiac D'azur au griffon d'or accompagné de trois épis du même (d'azzurro, al grifone d'oro accompagnato da tre spighe dello stesso) alias: D'or, au dextrochère d'argent, tenant une massue de sable, posée en barre (…) |
|        | Mauriac D'or au Maure en pied de sable (D'oro al Moro in piedi di nero) alias: D'azur aux trois miroirs d'argent cerclés de gueules, au chef d'or (d'azzurro, a tre specchi d'argento bordati di rosso, al capo d'oro) |
|        | Maurs D'or au maure de sable (d'oro, al moro di nero) |
|        | Molompize Parti, au premier coupé, en I de gueules à trois fasces d'argent, chargées chacune de trois losanges d'azur , en II d'or à dix fusées d'azur rangées en fasce 5 et 5, au second d'azur à la bande d'or, accompagnée de six coquilles d'argent placées en orle (semitroncato partito: nel 1º di rosso, a tre fasce d'argento, ciascuna caricata da tre losanghe d'azzurro; nel 2º d'oro, a dieci fusi d'azzurro ordinati in fascia 5 e 5; nel 3º d'azzurro, alla banda d'oro, accompagnata da sei conchiglie d'argento poste in orlo) |
|        | Montsalvy d'argent à cinq roses au naturel d'or tigées et feuillées de sinople mouvant en bouquet autour d'un tourteau de gueules chargé d'une croix aussi d'or (d'argento, a cinque rose al naturale d'oro fustate e fogliate di verde moventi in fascio attorno a una torta di rosso, caricata da una croce pure d'oro) |
|        | Murat D'azur à trois murs en fasce d'argent maçonnés de sable, le premier crénelé de cinq pièces, le deuxième de quatre, le troisième de trois et ouvert du champ. (…) |
|        | Pierrefort D'or à la bordure de gueules (d'oro, alla bordura di rosso) |
|        | Pleaux de gueules au lévrier rampant d'argent colleté d'azur, accompagné de six billettes du même ordonnées en orle (di rosso, al levriero rampante d'argento collarinato d'azzurro, accompagnato da sei biglietti dello stesso ordinati in orlo) |
|        | Raulhac De gueules à la bande d'argent chargée de trois tourteaux de sable (di rosso, alla banda d'argento caricata da tre torte di nero) |
|        | Riom-ès-Montagnes De gueules au lion d'hermine, armé, lampassé et couronné d'or (di rosso, al leone d'armellino, armato, lampassato e coronato d'oro) |
|        | Ruynes-en-Margeride Coupé : au premier d'or à la croix alésée de gueules, au second d'azur au mur pignonné de neuf pièces (troncato: nel 1° d'oro, alla croce scorciata di rosso; nel 2° d'azzurro, al muro scalinato d'oro murato di nero, costituito da nove pezzi posti 2, 3 e 4) |
|        | Saignes D'azur à la tour d'argent, ouverte, ajourée et maçonnée de sable (d'azzurro, alla torre d'argento, aperta, finestrata e murata di nero) |
|        | Saint-Flour Parti d'azur et d'or semé de fleurs de lis de l'un en l'autre, à la bordure engrêlée de gueules (partito d'azzurro e d'oro, seminato di gigli dell'uno nell'altro; alla bordura scanalata di rosso) |
|        | Saint-Martin-sous-Vigouroux De gueules au chevron d'or chargé de cinq tourteaux d'azur (di rosso, allo scaglione alzato d'oro, caricato di cinque torte d'azzurro) |
|        | Salers De gueules à la tour d'or, ouverte, ajourée et maçonnée de sable, au chef cousu d'azur chargé de trois fleurs de lys aussi d'or (di rosso, alla torre d'oro, aperta, finestrata e murata di nero, al capo cucito d'azzurro caricato di tre gigli d'oro) |
|        | Les Ternes D'azur au griffon d'or accompagné de trois épis du même, (d'azzurro, al grifone d'oro accompagnato da tre spighe dello stesso) |
|        | Vic-sur-Cère D'or à la fasce d'azur chargée d'une fleur de lys du champ. (d'oro, alla fascia d'azzurro caricata di un giglio del campo) |
|        | Ydes D'or à deux clefs de sinople, passées en sautoir (d'oro, a due chiavi di verde poste in decusse) |